# Нишнианидзе, Гурам Давидович
Гурам Давидович Нишнианидзе (род. 8 июля 1939, Зестафони) — советский футболист, полузащитник.
Всю карьеру провёл в «Торпедо» Кутаиси. В 1959, 1961 — 1965 годах в первенстве СССР сыграл 133 матча, забил 5 голов. В 1962—1965 годах в чемпионате СССР сыграл 106 матчей, забил два гола.
В 1969, 1972 годах — тренер в «Торпедо».